# Existencialismus není humanismus
Studie Existencialismus není humanismus od V. T. Miškovské je filosofická kritika, antiteze Sartrova textu Existencialismus je humanismus (francouzsky L’existentialisme est un humanisme, 1946).
Napsána v letech třetí československé republiky, slovy autorky v době ‚volající po obnově a upevnění humanismu (či humanity) jako světového názoru‘, respektive v době ‚hledící konstruktivně revidovat pojem humanismu co do jeho některých znaků‘, studie pojednává o skutečném rázu Sartrova existencialismu a hlavně o pravém smyslu humanismu.
V anotaci z levé klopy přebalu monografie stojí psáno:
| „ | Tvrdí-li J. P. Sartre a jeho francouzští přívrženci, že existencialismus je humanismus, nelze takovéto použití slova »humanismus« nechati bez přezkoumání, neboť s ním spojujeme představy, které mohou míti značný dosah pro světový a životní názor. Nejde ovšem jen o otázku slovní: je velký rozdíl, zdali se filosofie člověkem jen zabývá či učí také povinnostem k němu. Nedorozumění o skutečném smyslu humanismu mohlo by vnésti zmatek do myšlení i tam, kde vztah k druhému člověku znamená vztah k bližnímu a kde lidské postavení ve světě neplatí za plně pochopitelné bez vztahu k něčemu, co je více než člověk. Tato studie ukazuje, že se Sartrův rozkladný existencialismus přizdobuje názvem humanismu neprávem. Rozebírá jeho spekulativní nedůslednosti a upozorňuje na jeho mravní prázdnotu. Nechce rozmnožiti módní literaturu o sartrismu a zbytečně také přispívat k jeho popularitě, nýbrž odmítnouti jej prostředky filosofické kritiky. To je totiž jediný přiměřený způsob, jak zabrániti zmatku v pojmech i s jeho praktickými důsledky. | “ |

Knihu vydalo pražské nakladatelství Kostnická jednota roku 1948 nákladem 1 300 výtisků v Knihovně kostnických jisker (3. svazek). Brožovaný výtisk vytiskla firma Horák a spol. v Praze II.